# Schultenleimberg
Schultenleimberg ist eine Hofschaft in der bergischen Großstadt Wuppertal.

## Lage und Beschreibung
Die Hofschaft liegt im Nordwesten der Stadt auf 252 m ü. NHN im Norden des Wohnquartiers Eckbusch des Stadtbezirks Uellendahl-Katernberg nahe der Stadtgrenze zu Velbert.
Benachbarte Wohnplätze und Ortschaften sind Oberste Leimberg, Unterste Leimberg, Römersleimberg, Am Lindgen, Hugenbruch, Auf dem Hufen, Asbruch, Alter Triebel, Bäumchen, Schönfeld, Eigen und Römershäuschen.

## Geschichte
Im 19. Jahrhundert gehörte Schultenleimberg zu der Bauerschaft Kleine Höhe der Bürgermeisterei Hardenberg, die 1935 in Neviges umbenannt wurde. Damit gehörte es von 1816 bis 1861 zum Kreis Elberfeld und ab 1861 zum alten Kreis Mettmann.
Durch den Ort führte die in den 1830er Jahren erbaute Kommunalchaussee zwischen Elberfeld und Neviges, die später zur Landesstraße 427 ausgebaut wurde. Anfang des 20. Jahrhunderts verlief auf der Kommunalchaussee bzw. Landesstraße 427 eine Straßenbahnlinie durch Schultenleimberg. Sie wurde am 3. August 1952 stillgelegt.
1888 lebten in Schultenleimberg fünf Einwohner in einem Wohnhaus.
Durch die nordrhein-westfälische Gebietsreform kam Neviges mit Beginn des Jahres 1975 zur Stadt Velbert und die östlichen Außenortschaften von Neviges um Schultenleimberg wurden in Wuppertal eingemeindet.